# Żelazna Rządowa
Żelazna Rządowa (kurp. Źelåznå) – wieś w Polsce położona w województwie mazowieckim, w powiecie przasnyskim, w gminie Jednorożec. Wieś ma status sołectwa. Leży w Puszczy Zielonej.

## Wiadomości ogólne

### Nazwa
Legenda o powstaniu wsi nie sytuuje jej początków w konkretnym czasie, ale tłumaczy nazwę. Ma pochodzić od obfitych złóż rudy darniowej. Określenie Rządowa odnosi się do gruntów rządowych, na których rozciągała się miejscowość.
Początkowo wieś określana była jako Królewska. Po 1795 wieś nazywano Rządową. Na początku XX wieku określano ją też jako Państwową.

### Zmiany administracyjne
Do 1795 Żelazna była wsią w starostwie przasnyskim, ziemi ciechanowskiej i województwie mazowieckim. Z III rozbiorem trafiła do Prus Nowowschodnich (departament płocki, powiat przasnyski). Odtąd stanowiła dobra rządowe. Po powstaniu Księstwa Warszawskiego Żelazna była częścią departamentu płockiego i powiatu przasnyskiego. W Królestwie Polskim włączono ją do województwa płockiego, obwodu przasnyskiego i powiatu przasnyskiego. W 1837 województwa przemianowano na gubernie, w 1842 obwody na powiaty, a powiaty na okręgi sądowe. Od 1867 Żelazna Rządowa znalazła się w gminie Jednorożec, powiecie przasnyskim i guberni płockiej. Od 1919 wieś należała do powiatu przasnyskiego w województwie warszawskim. W 1933 w obrębie gmin wprowadzono podział na gromady. Żelazna Rządowa wraz z Żelazną Prywatną tworzyły gromadę Żelazna Rządowa. Z dniem 1 listopada 1939 do III Rzeszy wcielono północną część województwa warszawskiego, w tym powiat przasnyski i wieś Żelazną Rządową jako część Rejencji Ciechanowskiej w prowincji Prusy Wschodnie. Gdy w 1944 przywrócono przedwojenną administrację, Żelazna Rządowa należała do powiatu przasnyskiego i województwa warszawskiego. W 1954 zlikwidowano gminy i zastąpiono je gromadami. W 1973 przywrócono istnienie gminy Jednorożec, do której włączono Żelazną Rządową. W latach 1975–1998 miejscowość administracyjnie należała do województwa ostrołęckiego. Od 1999 Żelazna Rządowa znajduje się w gminie Jednorożec w powiecie przasnyskim i województwie mazowieckim.

### Części wsi
W użyciu są nazwy miejscowe określające części wsi: Kurczy Lasek, Grądy, Gutocha.
| SIMC    | Nazwa        | Rodzaj  |
| ------- | ------------ | ------- |
| 0510971 | Grądy        | kolonia |
| 0510994 | Kurczy Lasek | kolonia |

## Historia
Lustracja dóbr królewskich z 1661 wymienia wieś Żelazna Królewska. Mieszkało tu 4 chłopów, którzy płacili czynsz staroście przasnyskiemu (96 florenów).
W czasie III wojny północnej, w 1708, w pobliżu wsi maszerowały wojska Karola XII. Gdy w Olszewce kolumna królewska idąca od Chorzel złączyła się z resztą wojska maszerującą od strony Przasnysza, powędrował przez Żelazną do Brodowych Łąk, a potem do Myszyńca.
Według akt wizytacji parafii Chorzele z 1781 w Żelaznej stało 20 domów. W lustracji z 1789 zapisano, że w Żelaznej Królewskiej, wsi położonej na piaszczystym i błotnistym gruncie, mieszkało 14 gospodarzy. Część gospodarzyła na półwłóczkach, część na ćwierćwłóczkach. Obciążenie feudalne regulowali w różnych folwarkach. Każdy gospodarz był zobowiązany do odpracowania 3 dni pańszczyzny w ciągu żniw. We wsi mieszkali też dwaj ludzie luźni, z których każdy w ciągu roku miał odrobić 3 dni pańszczyzny. Łącznie wszyscy gospodarze dawali 6 podwód rocznie (0,43 podwody na jedno gospodarstwo). Pańszczyzna z całej wsi wynosiła 60 złotych polskich, czynsz – 152 złote polskie, a zagonowe zgodnie z kontraktem z dworem – 53 złote polskie (łącznie wszystko 265 złotych polskich). Arendę karczemną płacono łącznie z innymi wsiami, a przypisana była do wsi Olszewka. Zapisano też, że obok Żelaznej Królewskiej leżała Żelazna należąca do Kazimierza Krasińskiego (Szlachecka, późniejsza Prywatna), a z Rzodkiewnicą, wsią należącą do Zielińskiego, procesowano się o granice.
Na przełomie 1799 i 1800 we wsi było 28 domów. W 1802 sołtysem wsi był Kazimierz Mechel.
W 1815 w Żelaznej Rządowej notowano 32 domy. Mieszkało w nich 173 osób (83 mężczyzn i 90 kobiet). W 1817 notowano, że dzieci z Żelaznej uczęszczały do szkoły parafialnej w Olszewce. W 1827 we wsi były 24 domy, mieszkało zaś 70 osób.
Wsie Żelazna Rządowa i Żelazna Prywatna nierzadko łączono w całość. Jako jedna osada – Żelazna – zostały zaznaczone na mapie kwatermistrzostwa, która dla omawianego terenu powstała przed powstaniem listopadowym. W 1816 w pobliżu wsi Żelazna uruchomiono kopalnię bursztynu.
6 listopada 1863 w pobliżu wsi Żelazna Rządowa miała miejsce bitwa Rosjan z powstańcami styczniowymi dowodzonych przez majora Konstantego Rynarzewskiego i kapitana Lenartowicza.
Po 1864 przeprowadzono uwłaszczenie. W Słowniku geograficznym Królestwa Polskiego i innych krajów słowiańskich wydanym w 1895 czytamy, że obie wsie: Żelazna Rządowa i Żelazna Prywatna liczyły 62 domy, 402 mieszkańców i 1465 morgów powierzchni (w tym 668 morgów nieużytków). Notowano też leśnictwo Żelazna z 1 domem, 3 mieszkańcami i 15 morgami ziemi. Trudna sytuacja materialna zmuszała mieszkańców do emigracji do USA. Kolejna fala emigracji nastąpiła w międzywojniu. Wówczas wyjeżdżano też do Francji.
Na początku XX wieku we wsi działała szkoła z wykładowym językiem rosyjskim. W 1907 wieś włączono do nowo powstałej parafii Parciaki.
Bez określenia, której Żelaznej dotyczą dane, mamy informacje o Żydach w okolicy. Około 1900 w Żelaznej sklep założył Lejbuś Chaim Przyszwa. Z 1937 pochodzi relacja, że Aron Gerber, który przeniósł się z Woli Błędowskiej, wygniata masło w Żelaznej.
W 1916 we wsi Żelazna utworzono ochronkę dla dzieci. Przychodziło do niej średnio 25 dzieci.

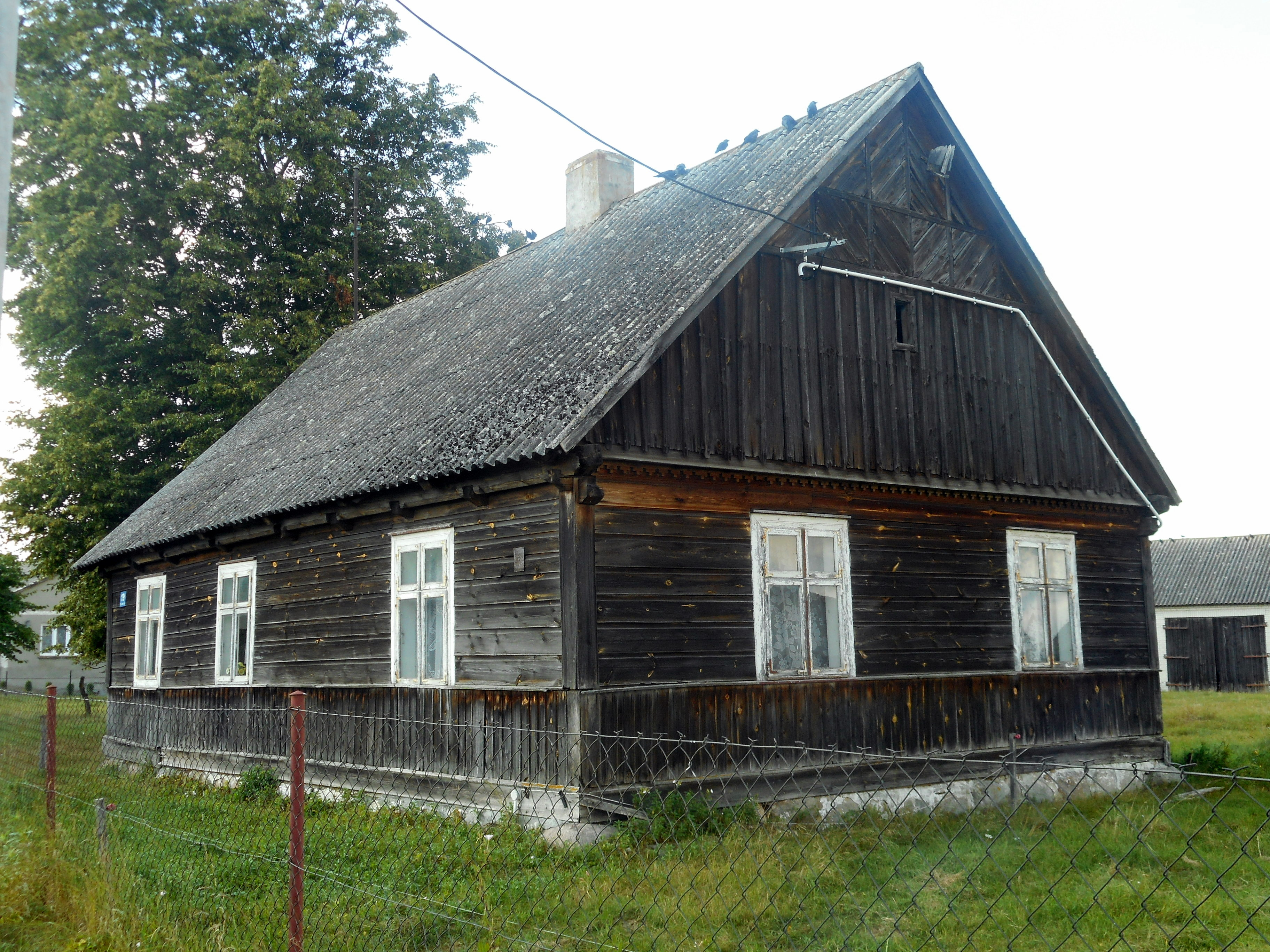
Dom z okresu międzywojnia

Według spisu powszechnego z 1921 we wsi istniało 49 domów i 3 budynki niemieszkalne. W Żelaznej Rządowej mieszkało 249 osób, w tym 120 mężczyzn i 129 kobiet. Przed II wojną światową w Żelaznej Rządowej mieszkała Felicja Zylberwasser (alias Maj) i zapewne Żydów było tu więcej. W 1936 planowano włączenie rolników z Żelaznej do spółdzielni mleczarskiej „Zrozumienie” w Zawadach.
W 1936 ks. Władysław Skierkowski prowadził we wsi badania etnograficzne na temat kultury Kurpiów Zielonych. Mieszkańcy innych wsi określali ludzi z Żelaznej mianem kołtunów.
Na dzień 1 września 1939 we wsi mieszkało 311 osób.

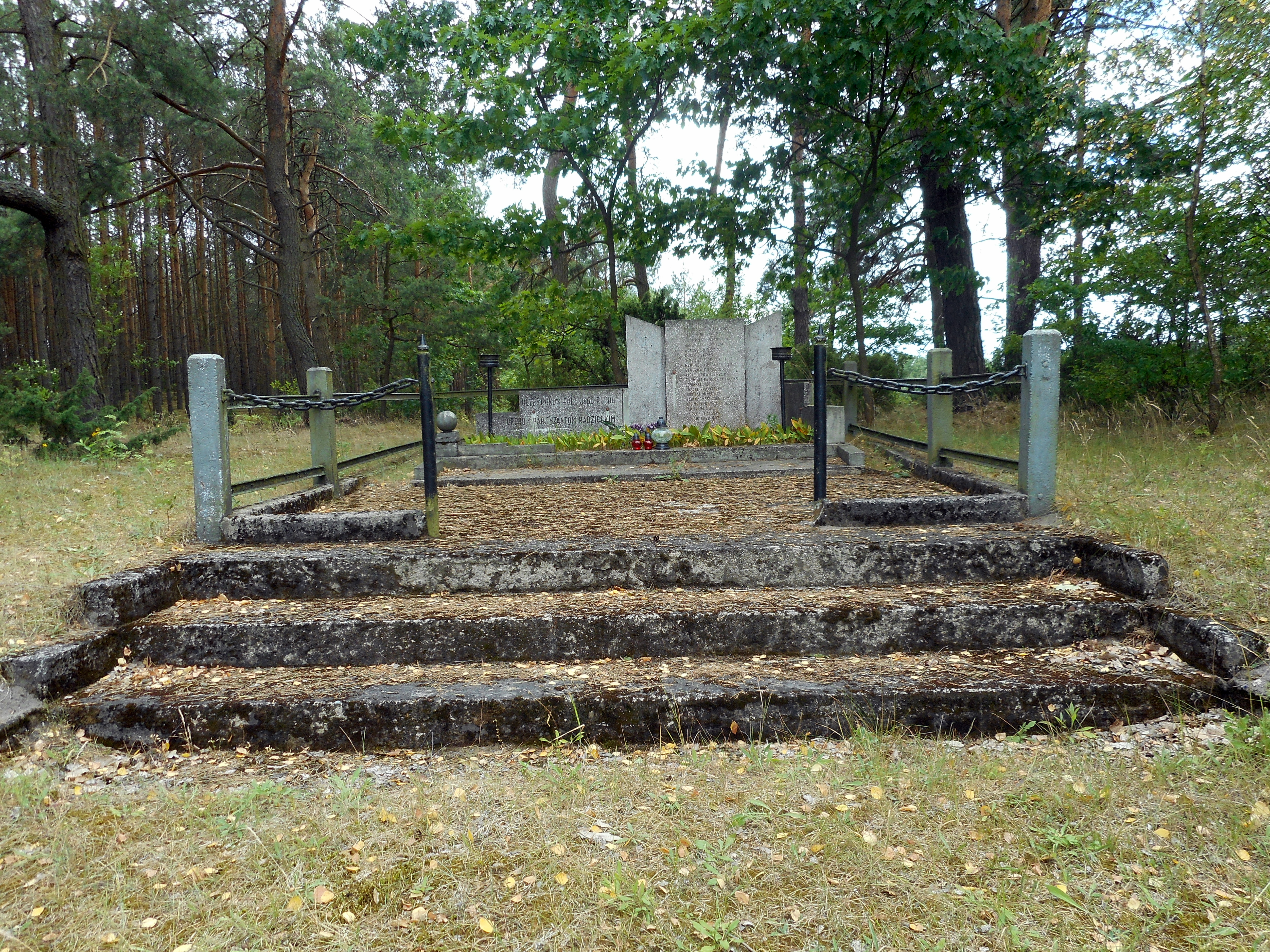
Pomnik pamięci partyzantów

W czasie II wojny światowej zginęło około 20 osób ze wsi. Kilkanaście osób przetrzymywach było i zginęło w obozach koncentracyjnych. Zatrzymano nauczycieli prowadzących tajne nauczanie.
Mężczyzni z Żelaznej Rządowej zaangażowali się w działalność Armii Krajowej. W 1943 w ramach Ośrodka II „Liwiec” w Jednorożcu z siedzibą w Małowidzu powstał Pluton III Żelazna. Dowódcą jednostki Armii Krajowej był Wincenty Merchel ps. Lis z Żelaznej Rządowej. Mieszkańcy współpracowali z desantami sowieckimi. W lipcu 1944 we wsi zrzucono grupę wywiadowczą majora Władimira Szajkina ps. Orłow. Miała prowadzić wywiad dla 2 Frontu Białoruskiego. Grupa skontaktowała się z oddziałem AK „Łowcy” dowodzonym przez Henryka Kierzkowskiego ps. Raban. 20 listopada 1944 grupę Polaków i Rosjan zaatakował oddział Niemców. Zginęło 2 Polaków i 2 Rosjan. Po lewej stronie drogi z Żelaznej Rządowej do Pruskołęki wystawiono pomnik im poświęcony.
W dniu 1 stycznia 1945 liczebność mieszkańców określono na 384 osoby. W 1947 wieś zajmowała powierzchnię 452,96 ha i liczyła 487 osób.
Po 1945 naukę prowadzono w domach prywatnych. W 1947 we wsi notowano szkołę pierwszego stopnia. 5 października 1965 otwarto murowaną szkołę tysiąclatkę. W roku szkolnym 1973/1974 ośmioklasowa szkoła w Żelaznej Rządowej kształciła 232 osoby.
We wsi uruchomiono ośrodek zdrowia i lecznicę weterynaryjną. W latach 70. XX wieku ośrodek zdrowia opiekował się osobami z gminy Jednorożec (wsie: Parciaki, Dynak, Olszewka, Żelazna Rządowa, Żelazna Prywatna, Żelazna Rządowa-Gutocha, Parciaki-Stacja) i kilku wsi gminy Baranowo. W 1980 uruchomiono gabinet dentystyczny.
W 1951 powstała Ochotnicza Straż Pożarna. W sierpniu 1974 do użytku oddano remizę strażacką postawioną czynem społecznym. W XXI wieku zaprojektowano modernizację budynku. Przebudowę obiektu w celu stworzenia świetlicy wiejskiej zrealizowano w latach 2019–2021. Z obiektu korzystają głównie strażacy i koło gospodyń wiejskich, które funkcjonuje we wsi od 1969.
W 1973 sołtysem wsi był Stanisław Olber.

## Współcześnie
W 2002 w Żelaznej Rządowej istniało 138 gospodarstw domowych. We wrześniu 2007 notowano tu 478 mieszkańców i 84 domy. Na dzień 25 listopada 2011 we wsi notowano 387 osób: 181 kobiet i 206 mężczyzn. Na dzień 31 grudnia 2014 wieś zamieszkiwało 85 osób w wieku przedprodukcyjnym, 226 w wieku produkcyjnym i 58 w wieku poprodukcyjnym, łącznie 369 osób. Sołtyską sołectwa Żelazna Rządowa (obejmuje wsie Żelazna Rządowa i Żelazna Rządowa-Gutocha) jest Kamila Orzoł.

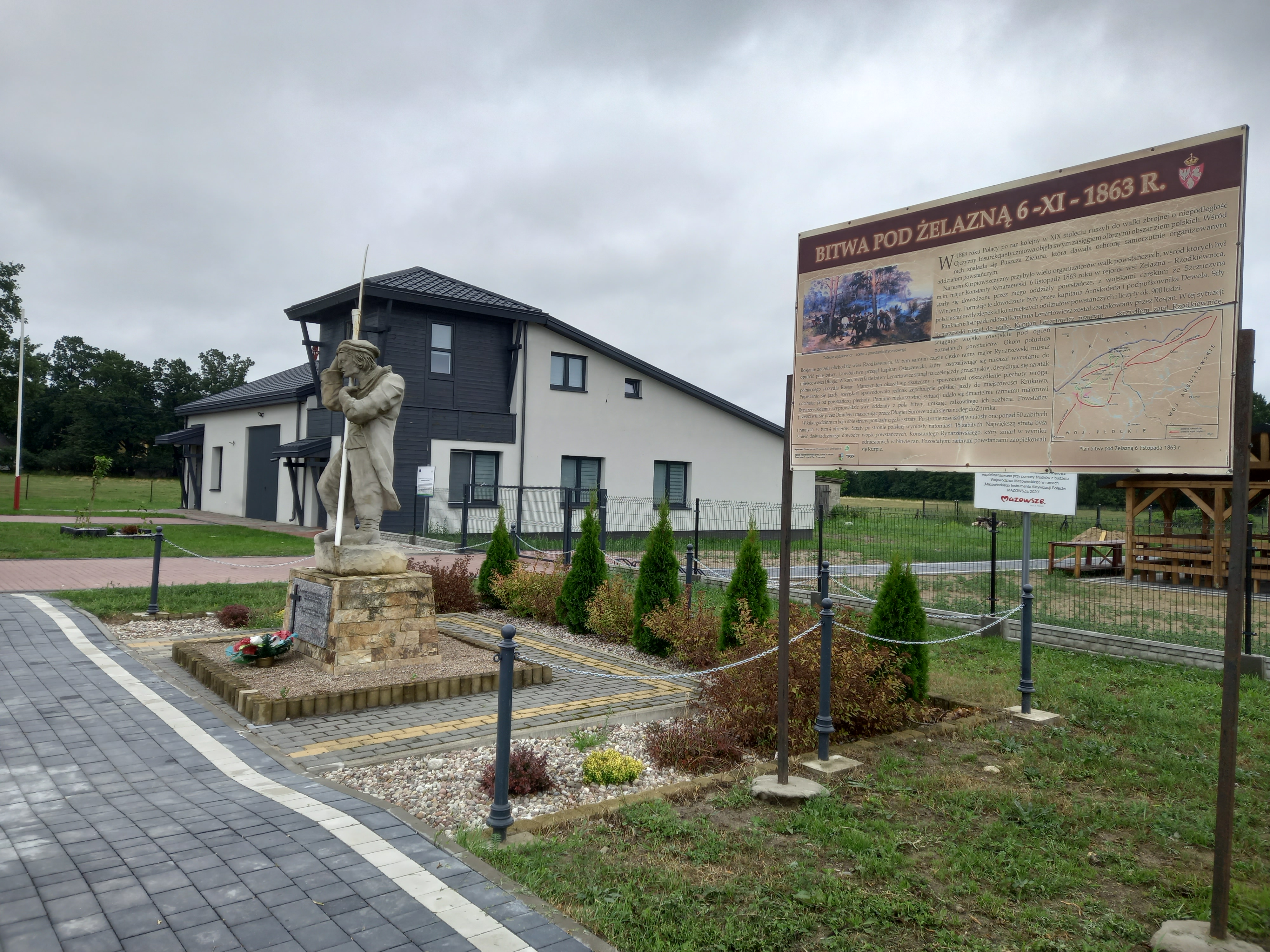
Pomnik powstańca styczniowego upamiętniający bitwę z 6 listopada 1863, w głębi remiza Ochotniczej Straży Pożarnej

Od 2014 istnieje Publiczna Szkoła Podstawowa Żelazna Rządowa–Parciaki z siedzibą w Parciakach powstała z połączenia dwóch placówek w sąsiednich wsiach. W budynku w Żelaznej Rządowej uczą się dzieci z klas I–III. We wsi funkcjonuje ośrodek zdrowia, poradnia rehabilitacyjna i apteka.
Wierni wyznania rzymskokatolickiego należą do parafii św. Stanisława Biskupa i Męczennika w Parciakach.
W Żelaznej Rządowej działa Koło Gospodyń Wiejskich „Żelaźnianki to Kurpianki”. We wsi znajduje się siedziba Fundacji Dom Spokojnej Starości „Cyrenejczyk”.
Od 2013 w Żelaznej Rządowej znajduje się pomnika kosyniera i tablica informacyjna upamiętniające bitwę pod Żelazną Rządową.
Zachowały się drewniane domy kurpiowskie. Najstarsze pochodzą z okresu międzywojennego i są wpisane do gminnej ewidencji zabytków. W granicach administracyjnych wsi znajduje się kilkadziesiąt przykładów małej architektury sakralnej: krzyży przydrożnych, kapliczek i figur. W pierwszej połowie XX wieku istniała tu figura św. Jana Nepomucena na słupie – Nepomuk w typie charakterystycznym dla zachodniej Kurpiowszczyzny (przedstawienia ludowej proweniencji ciosane z drewna jako statyczna figura). Takie Nepomuki przetrwały w Olszewce, Połoni, Małowidzu i Budkach.
Lasy okalające wieś należą do Nadleśnictwa Parciaki i są częścią Obszaru Natura 2000 Dolina Omulwi i Płodownicy.